# Ibervillea lindheimeri
Ibervillea lindheimeri är en gurkväxtart som först beskrevs av Asa Gray, och fick sitt nu gällande namn av Edward Lee Greene. Ibervillea lindheimeri ingår i släktet Ibervillea och familjen gurkväxter. Inga underarter finns listade i Catalogue of Life.